# Antonio Cabrera
Antonio Cabrera (1928 – ...) è stato un calciatore paraguaiano, di ruolo difensore.

## Carriera
Prese parte con la Nazionale paraguaiana ai Mondiali del 1950. Giocò anche ai Campionati sudamericano del 1949 e del 1953.